# Mabolwe
Mabolwe is een dorp in het district Central in Botswana. De plaats telt 701 inwoners (2011).